# Caumont (Gironda)
 Caumont  es una población y comuna francesa, situada en la región de Aquitania, departamento de Gironda, en el distrito de Langon y cantón de Pellegrue.

## Demografía
| 378 | 267 | 325 | 315 | 271 | 268 | 285 | 320 | 309 | 307 | 301 | 272 | 275 | 259 | 252 | 220 | 225 | 227 | 211 | 232 | 243 | 229 | 256 | 217 | 256 | 211 | 213 | 204 | 146 | 143 | 138 | 122 |
| Para los censos de 1962 a 1999 la población legal corresponde a la población sin duplicidades (Fuente: INSEE [Consultar]) |     |     |     |     |     |     |     |     |     |     |     |     |     |     |     |     |     |     |     |     |     |     |     |     |     |     |     |     |     |     |     |